# 鲜店乡
鲜店乡，是中华人民共和国四川省南充市蓬安县下辖的一个乡镇级行政单位。

## 行政区划
鲜店乡下辖以下地区：
春陈村、黄金村、龙滩村、双堰塘村、盐井坪村、双柏树村、箭杆梁村、千丘田村、铜鼓寨村、白房子村、风水亭村、鲁班石村、武铜梁村和白草坪村。